# Ballet Cullberg
Pour les articles homonymes, voir Cullberg.
Le Ballet Cullberg est une compagnie de danse moderne et contemporaine fondée en 1967 en Suède par la chorégraphe Birgit Cullberg.

## Historique
À ses débuts, la compagnie était constituée de huit danseurs, alors qu'elle est aujourd'hui composée de vingt danseurs de plusieurs nationalités. C'est en 1970 que le chorégraphe Mats Ek est poussé, par sa mère Birgit Cullberg, à s'investir dans le ballet. Il commence son travail au sein de la troupe en montant le ballet Saint Georges et le Dragon, puis en prend en 1985 la direction. Dès lors, il crée des versions contemporaines de grands ballets classiques tels que Giselle, La Belle au bois dormant, ou encore Le Lac des cygnes. Il réussit à faire remonter sa mère sur scène pour interpréter le rôle de la vieille femme dans Soweto, en 1977. Mats Ek quitte la direction de la compagnie en 1993.
Après un bref interlude sous la direction conjointe de Carolyn Carlson et Bertrand d'At, la codirection est confiée à Lena Wennergren-Juras, ancienne danseuse de la compagnie, maîtresse de ballet et assistante de Mats Ek, et à Margareta Lidström, issue du Ballet royal suédois. Pendant les sept années de leur direction elles entretiennent le répertoire de la compagnie et font appel à divers chorégraphes issus de la mouvance Cullberg/Nederlands Dans Theater, tout en continuant à recevoir Mats Ek.
En 2003, Johan Inger, ancien danseur du Ballet royal suédois puis danseur et chorégraphe au Nederlands Dans Theater, prend la direction de la compagnie dont il devient chorégraphe principal tout en continuant à présenter les œuvres de Mats Ek et d'autres chorégraphes invités. Il est remplacé en 2010 par Anna Grip qui tente d'ouvrir le style du Ballet Cullberg à d'autres formes ; elle quitte la direction en 2013.

## Directeurs artistiques du Ballet Cullberg
La direction artistique de la compagnie est occupée dans le temps de la façon suivante :
- 1967-1985 : Birgit Cullberg
- 1985-1993 : Mats Ek
- 1993-1995 : Carolyn Carlson et codirection avec Bertrand d'At (1993-1994)
- 1995-2003 : codirection Lena Wennergren-Juras et Margareta Lidström
- 2003-2009 : Johan Inger
- 2010-2013 : Anna Grip
- 2014-         : Gabriel Smeets